# Sãotomélijster
De sãotomélijster (Turdus olivaceofuscus) is een zangvogel uit de familie lijsters (Turdidae). De wetenschappelijke naam van de soort is voor het eerst geldig gepubliceerd in 1852 door Hartlaub.
De principelijster (Turdus xanthorhynchus) wordt soms nog als een ondersoort (T. olivaceofuscus xanthorhynchus) beschouwd, maar meestal als eigen soort gezien.

## Verspreiding en leefgebied
Deze soort is endemisch in Sao Tomé en Principe en komt binnen dat land alleen voor op het eiland Sao Tomé. De vogel is vooral te vinden in bossen, hoewel hij ook voorkomt op cacaoplantages, koffieplantages en savannes.

## Status
De sãotomélijster staat sinds 2011 als "Gevoelig" op de lijst van de IUCN. Hoewel zijn optimale habibat afneemt (ontbossing) en de populatie niet heel groot is zijn er geen indicaties dat de soort echt bedreigd wordt. Er zijn naar schatting meer dan 2500 exemplaren over. Naast ontbossing zijn de bruine rat (Rattus norvegicus) en kinderen met katapulten verantwoordelijk voor onbekende hoeveelheden dode lijsters.

## Gedrag en voeding
Deze lijster eet met name ongewervelden en fruit.